# Parkesia noveboracensis
Parkesia noveboracensis là một loài chim trong họ Parulidae.